# HP-22S

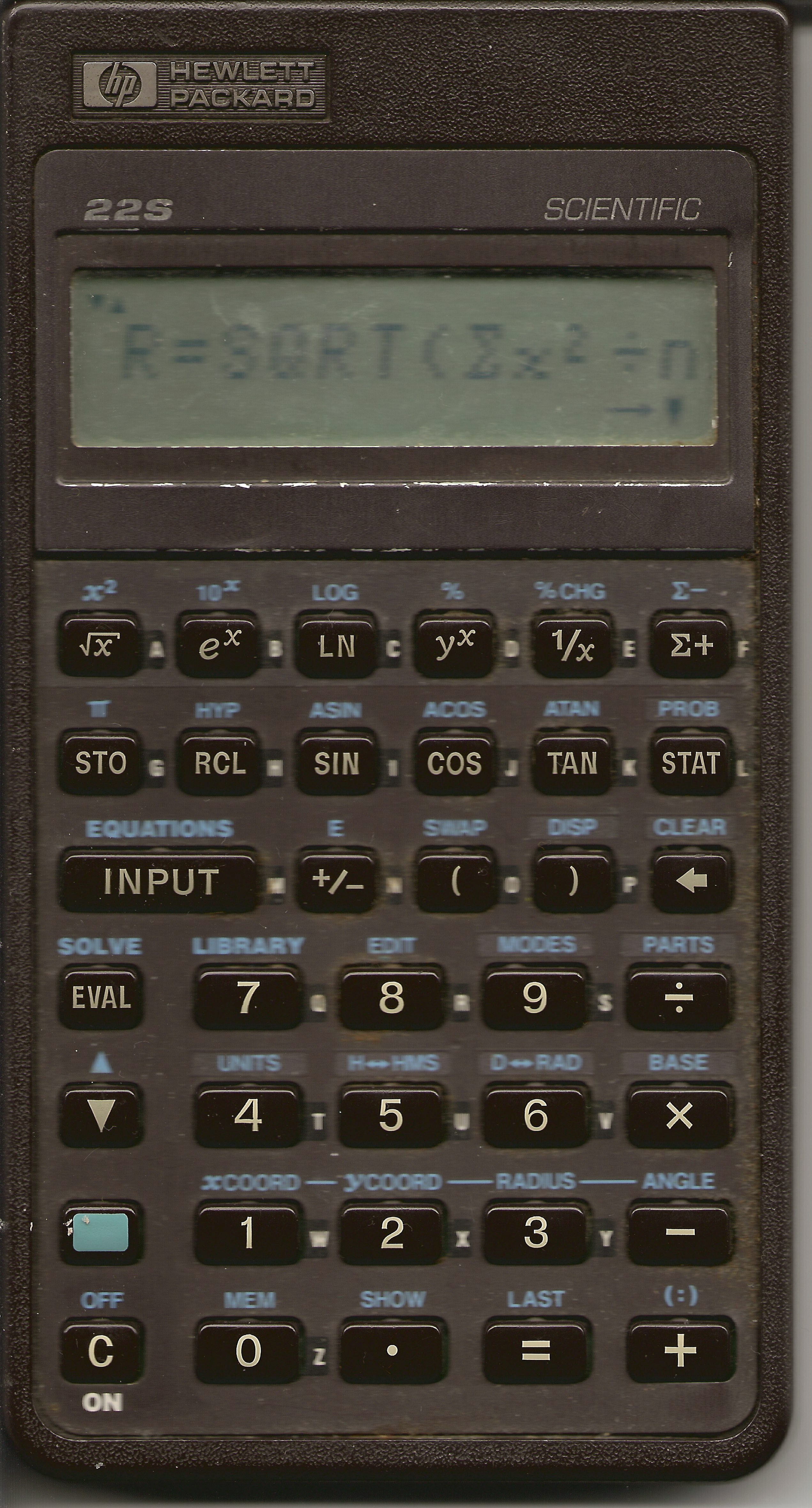
HP-22S (1989)

HP-22S – kalkulator naukowy firmy Hewlett-Packard pracujący w notacji algebraicznej.
HP-22S jest algebraicznym odpowiednikiem HP-32S, jednak nie ma możliwości programowania. Oprócz typowych funkcji matematycznych kalkulator umożliwia obliczenia statystyczne, ma funkcje kombinatoryczne, przeliczanie jednostek oraz tryb szesnastkowy, ósemkowy i dwójkowy. Pamięć ogranicza się do 26 literowych rejestrów. Kalkulator ma bibliotekę gotowych równań do solvera, włączając w to równanie wartości pieniądza w czasie (TVM).